# Frans David Cochius
Frans David Cochius (Valburg, 11 december 1786 – Rijswijk, 1 mei 1876) was een Nederlands generaal, commandant van het Nederlands-Indisch leger.

## Afkomst
Cochius kwam uit een familie van predikanten. Zijn vader, Gerrit Jan Casparus Cochius, was landbouwer en assessor (wethouder) in Valburg, maar bijna al zijn andere voorvaders Cochius waren dominee. Hij was genoemd naar zijn uit Uedem, Duitsland, afkomstige grootvader, ds. Frans David Cochius, predikant te Valburg van 1746 tot 1805.

## Loopbaan

### Napoleontische tijd
Cochius trad op zeventienjarige leeftijd in militaire dienst als cadet der genie aan de militaire school te Zutphen. Hij werd in 1808 tot luitenant surnumerair der genie en artillerie benoemd. Gedurende de inlijving van de Nederlanden bij Frankrijk, in 1810, werd hij benoemd tot eerste luitenant bij de staf der genie, in 1811 benoemd tot tweede kapitein der sappeurs, in 1812 tot eerste kapitein en nog hetzelfde jaar tot kapitein van de tweede klasse bij de staf der genie bevorderd. In 1812 ontving hij de last zich naar het grote Franse leger te begeven maar hij bereikte het niet. Hij werd ingedeeld bij de eerste divisie van het observatiecorps en nam deel aan de gevechten bij Lützen, Bautzen, Möckern, Löwenberg en Leipzig (1813), om daarna met de overblijfselen van het vijfde legerkorps op Koblenz en Keulen terug te trekken. In 1814 bevond Cochius zich te Hüningen, in de Elzas, dat door de geallieerden belegerd werd, maar nauwelijks was het bericht van de val van Napoleon bevestigd of Cochius nam zijn ontslag uit de Franse dienst, om naar het vaderland terug te keren, waar hij in 1814 direct als kapitein-ingenieur tweede klasse geplaatst werd, om kort daarna bij het Indische leger ingedeeld te worden. Daarvoor nam hij nog deel, met de Indische Brigade, aan de gevechten te Quatre-Bras en Waterloo en was aanwezig bij de insluiting van Quesnoy en Valencijn.

### Gelderse Munt
Eind 1814, kort na de Frans-Bataafse tijd, bracht kapitein Cochius van het Ministerie van Oorlog een bezoek aan Harderwijk. Zijn opdracht was het gebouw van de voormalige Gelderse Munt aan de Smeepoortstraat te inspecteren op geschiktheid als koloniaal depot. In Den Haag bestond het voornemen om het Koloniaal Werfdepot in Harderwijk te vestigen en daarvoor zocht men een geschikt onderkomen. Kapitein Cochius gaf een gunstig oordeel. Met enige aanpassingen was De Gelderse Munt in 1815 gereed voor de huisvesting van zo’n 800 militairen.

### Java-oorlog
Al kort na de aankomst van Cochius in Nederlands-Indië werd hij uit de vredesdienst als eerstaangewezen ingenieur te Weltevreden gehaald en werd hem een rol toegewezen bij het dempen van de opstand in de residentie Krawang. In 1817 werd hij tot majoor en in 1821 tot luitenant-kolonel bevorderd en in deze rang maakte hij, als commandant van de genie en pioniers, de expeditie mee naar Palembang, tegen sultan Machmoed Badar-Oedin, waarbij hij veel succes oogstte en hij, als beloning voor zijn heldhaftige gedrag, werd hij benoemd tot officier in de Militaire Willems-Orde op 7 mei 1822. Na zijn benoeming tot tweede directeur der fortificaties en civiele gebouwen (1822) deed Cochius weer gewone vredesdienst tot de bloedige vijfjarige oorlog tegen Diepo Negoro uitbrak, waarin hij een zeer belangrijke rol speelde, en zich bijzonder onderscheidde bij het ontzet van Djokja, de inname van de Kraton te Pleret en de strijd te Karta-Soera. Hij was inmiddels (1825) tot kolonel benoemd, en na sinds 1827 met de dienst der chef der derde afdeling, Militair Departement, belast te zijn geweest, in 1830 tot commandant van het leger te velde in Midden-Java (Salatiga) aangesteld. Cochius was in november 1829 op verzoek gepensioneerd, maar op aandrang van generaal de Kock en gouverneur-generaal Van den Bosch verklaarde hij zich bereid in dienst te blijven en werd hij in maart 1830 in activiteit hersteld. Het was onder leiding van Cochius dat de Keizer van Soerakarta Pakoe Boewana VI werd opgespoord en gevangengenomen, en de opstand in de residentie Bengalen werd gedempt.

### Padrie-oorlog

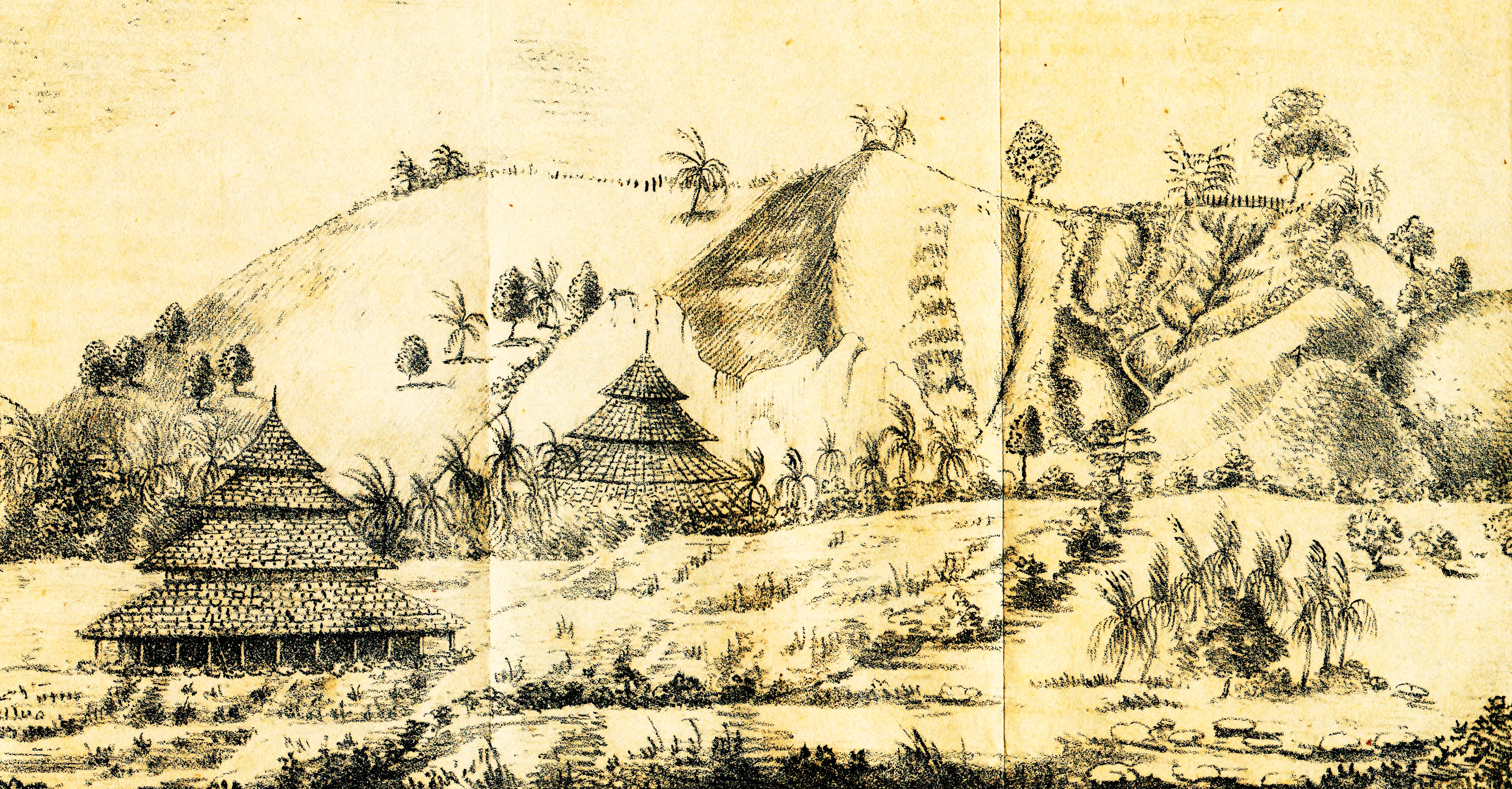
Verovering van Bondjol.

In 1835 trad Cochius in Batavia in het huwelijk met Catharina Petronella Maria Brest van Kempen, met wie hij drie kinderen kreeg. In 1832 was hij bevorderd tot generaal-majoor titulair (pas 7 jaar later ontving hij die rang effectief) en verkreeg hij het commando over het Nederlands-Indische leger, welk commando hij tot 1847 waarnam. In deze functie verkreeg hij, na tot adjudant in buitengewone dienst van Z.M. de Koning benoemd te zijn (1839), de rang van luitenant-generaal, eerst titulair (1843), daarna effectief (1846). Het was in de betrekking van commandant van het Indische leger dat Cochius tot bevelhebber en gouvernements-commissaris met uitgebreide macht naar het oorlogstoneel op Sumatra werd gezonden; aan hem was de inname van Bondjol te danken, waarvoor de Nederlandse troepen in het jaar daarvoor, 1836, het hoofd hadden gestoten. Voor de belangrijke diensten hier bewezen werd Cochius benoemd tot commandeur in de Militaire Willems-Orde. Cochius verkreeg in 1847, op verzoek, pensioen en kreeg van de Koning het Grootkruis in de Orde van de Eikenkroon. Als legercommandant had Cochius, door zijn goede zorgen en welberaamde beschikkingen, veel bijgedragen - vooral wat Sumatra en Bali betreft - tot het beëindigen van de daar gevoerde oorlogen. Geoefendheid en krijgstucht werden gedurende zijn bevelhebberschap van het leger zoveel verbeterd als mogelijk was onder een onvoldoende organisatie samengesteld uit veel heterogene bestanddelen. Gedurende een tijdvak van 44 jaar, waarvan 32 in Indische dienst, was het geluk hem ten deel gevallen dat hij, noch in de gevechten die hij als ondergeschikte bijwoonde, noch ook in die, waarvan hem als opperbevelhebber het beleid was opgedragen, ooit enig echec leed. Cochius overleed op 1 mei 1876 te Rijswijk.

## Decoraties
Cochius was adjudant in buitengewonen dienst van de Koning, commandeur van de Militaire Willems-Orde, Grootkruis in de Orde van de Eikenkroon, ridder in de Orde van de Nederlandsche Leeuw en versierd met de Medaille voor de oorlog op Java van 1825-1830. Cochius was niet het enige lid van het geslacht Cochius die in de Militaire Willems-Orde werd opgenomen, ook A. Cochius, eerste luitenant en officier van Gezondheid eerste klasse en J. C. A. Cochius, eerste luitenant, waren ridder in de Militaire Willems-Orde. Voor de deelnemers aan de expeditie naar Bonjol stelde de Koning op 8 mei 1838 een decoratie in, de zogenaamde Ruit van Bonjol, die alleen door drieëntwintig uitmuntende dappere inlandse militairen werd gedragen. Naar Cochius zelf werd een ornament van een officiersuniform, een Cochianus genoemde chacot, in de vorm van een neerhangende pluim van zwarte hanenveren, en een fort in Gombong (op Midden-Java) genoemd.